# América Futebol Clube (Manaus)
L'América Futebol Clube, noto anche come América (AM) o América de Manaus, è una società calcistica brasiliana con sede nella città di Manaus, capitale dello stato dell'Amazonas.

## Storia
Il club è stato fondato come América Futebol Clube il 2 agosto 1939 dai fratelli Arthur e Amadeu Teixeira Alves, il nome del club è un riferimento all'America Football Club di Rio de Janeiro. In un primo momento, il club era composto esclusivamente dagli studenti della scuola Don Bosco.
L'América ha vinto quattro volte di fila il campionato statale, dal 1951 al 1954.
Nel 1981, l'América ha partecipato al Campeonato Brasileiro Série C, chiamato Taça de Bronze all'epoca. Il club è stato eliminato alla prima fase dall'Izabelense, squadra dello stato del Pará.
Il 14 maggio 2010, il club ha cambiato denominazione in Manaos Futebol Clube, per attirare la popolazione dello stato dell'Amazonas. I colori rosso e bianco furono sostituiti con il verde (rappresentante la Foresta Amazzonica), e il nero (rappresentante il fiume Rio Negro). Tuttavia, il 21 giugno 2010, il consiglio di amministrazione, a causa di mancati investimenti finanziari, ha deciso che la squadra tornerà a chiamarsi con il suo nome originale, ovvero América.
Nel 2010, è stato finalista del Campeonato Brasileiro Série D, perdendo la finale per il titolo contro il Guarany de Sobral. Tuttavia, il club è stato penalizzato di sei punti per aver schierato un giocatore irregolare, e per questo è stato promosso il Joinville al posto dell'América.

## Palmarès

### Competizioni statali
- Campionato Amazonense: 6

1951, 1952, 1953, 1954, 1994, 2009
- Campeonato Amazonense Segunda Divisão: 2

1960, 1962

### Altri piazzamenti
- Campeonato Brasileiro Série D:

Secondo posto: 2010